# Josef Norman
Nils Josef Hjalmar Norman, född 27 juni 1884 i Stockholm, död 27 februari 1958 i Malmö, var en svensk operettsångare och skådespelare.

## Biografi
Norman var elev vid Dramatens elevskola 1902. Han fick därefter engagemang hos Albert Ranft som varade fram till 1921 och spelade på olika scener såsom Södra Teatern, Djurgårdsteatern, Oscarsteatern, Stora Teatern, Göteborg och vid Ranfts lyriska resande avdelning. Åren 1921-1925 spelade han på Göteborgs Lyriska Teater. Därefter var han engagerad hos Ernst Rolf 1925-1926, vid Hippodromen 1926-1927, hos Oskar Textorius på Folkets hus teater 1929-1930, på Odeonteatern, Stockholm 1930-1932 samt åter på Hippodromen från 1936. Han var vid flera tillfällen ledare för turnéer, som arrangerades av de teatrar han verkade vid.  
Han filmdebuterade 1931 i Gustaf Bergmans Kärlek måste vi ha.

## Filmografi
- 1931 – Kärlek måste vi ha
- 1944 – Rännstensungar
- 1946 – Ebberöds bank
- 1955 – Sommarnattens leende
- 1957 – Det sjunde inseglet

## Teater

### Roller (ej komplett)
| År   | Roll                     | Produktion                                                                           | Regi                | Teater                  |
| ---- | ------------------------ | ------------------------------------------------------------------------------------ | ------------------- | ----------------------- |
| 1915 | Prosper Lesperon         | Pariserluft Martin Knopf                                                             |                     | Vasateatern             |
| 1915 | de Miremont              | Två man om en änka Victor Hollaender, Heinrich Storbitzer och Richard Kessler        | Carl Barcklind      | Vasateatern             |
| 1915 | Mr Fish                  | Var är Johnny Nathaniel Jones, Maurice Bernardt och Joseph Corin                     | Carl Barcklind      | Oscarsteatern           |
| 1915 | Furst Basil Basilowitsch | Greven av Luxemburg Franz Lehár, Alfred Maria Willner och Robert Bodansky            |                     | Oscarsteatern           |
| 1931 |                          | Viktorias husar Paul Abraham, Emmerich Földes, Alfred Grünwald och Fritz Löhner-Beda | Oskar Textorius     | Odeonteatern, Stockholm |
| 1931 | Pappan                   | Adjö, Mimi Ralph Benatzky, Alexander Engel och Julius Horst                          | Oskar Textorius     | Odeonteatern, Stockholm |
| 1932 |                          | Blomman från Hawaii Paul Abraham, Alfred Grünwald och Fritz Löhner-Beda              | Oskar Textorius     | Odeonteatern, Stockholm |
| 1944 |                          | En midsommarnattsdröm William Shakespeare                                            | Sandro Malmquist    | Malmö stadsteater       |
| 1944 |                          | Niels Ebbesen Kaj Munk                                                               | Knut Hergel         | Malmö stadsteater       |
| 1944 |                          | Jorden runt på 80 dagar Jules Verne                                                  | Alf Henrikson       | Malmö stadsteater       |
| 1945 | Förste borgaren          | Cyrano de Bergerac Edmond Rostand                                                    | Sandro Malmquist    | Malmö stadsteater       |
| 1945 |                          | Vi äro ga-skåningar alla/Lysistrate Aristofanes och Karl Gerhard                     | Sandro Malmquist    | Malmö stadsteater       |
| 1945 |                          | Markurells i Wadköping Hjalmar Bergman                                               | Sandro Malmquist    | Malmö stadsteater       |
| 1945 |                          | Vår ofödde son Vilhelm Moberg                                                        | Arne Lydén          | Malmö stadsteater       |
| 1945 |                          | Giuditta Franz Lehár, Paul Knepler och Fritz Löhne-Beda                              | Oscar Winge         | Malmö stadsteater       |
| 1946 |                          | Sankta Johanna George Bernard Shaw                                                   | Sandro Malmquist    | Malmö stadsteater       |
| 1946 |                          | Tolvskillingsoperan Kurt Weill och Bertolt Brecht                                    | Sandro Malmquist    | Malmö stadsteater       |
| 1946 |                          | Så tuktas en argbigga William Shakespeare                                            | Sandro Malmquist    | Malmö stadsteater       |
| 1946 |                          | Arsenik och gamla spetsar Joseph Kesselring                                          | Arne Lydén          | Malmö stadsteater       |
| 1947 |                          | Mot gryningen Maxwell Anderson                                                       | Sandro Malmquist    | Malmö stadsteater       |
| 1947 |                          | Ett drömspel August Strindberg                                                       | Olof Molander       | Malmö stadsteater       |
| 1947 |                          | Lycko-Pers resa August Strindberg                                                    | Gösta Folke         | Malmö stadsteater       |
| 1948 |                          | Köpmannen i Venedig William Shakespeare                                              | Olof Molander       | Malmö stadsteater       |
| 1948 |                          | Vår lilla stad Thornton Wilder                                                       | Gösta Folke         | Malmö stadsteater       |
| 1948 |                          | Lek ej med kärleken Alfred de Musset                                                 | Stig Torsslow       | Malmö stadsteater       |
| 1948 |                          | Missförståndet Albert Camus                                                          | Stig Torsslow       | Malmö stadsteater       |
| 1948 |                          | Lycko-Pers resa August Strindberg                                                    | Gösta Folke         | Malmö Stadsteater       |
| 1949 |                          | Gustav Vasa August Strindberg                                                        | Gösta Folke         | Malmö stadsteater       |
| 1949 |                          | Bröllopet på Seine Marcel Achard                                                     | Gösta Folke         | Malmö stadsteater       |
| 1949 |                          | Hans nåds testamente Hjalmar Bergman                                                 | Stig Torsslow       | Malmö stadsteater       |
| 1949 |                          | Mycket väsen för ingenting William Shakespeare                                       |                     | Malmö stadsteater       |
| 1949 |                          | Skattkammarön Robert Louis Stevenson                                                 | Arne Lydén          | Malmö stadsteater       |
| 1950 |                          | Huckleberry Finns äventyr Gösta Terserus efter Mark Twains roman                     | Nils Leijon         | Malmö stadsteater       |
| 1950 |                          | Konungen Pär Lagerkvist                                                              | Lars-Levi Læstadius | Malmö stadsteater       |
| 1950 |                          | Kungens paket Staffan Tjerneld och Alf Henrikson                                     | Mats Johansson      | Malmö stadsteater       |
| 1951 |                          | Till Damaskus, första delen August Strindberg                                        | Gösta Folke         | Malmö stadsteater       |
| 1951 |                          | Björnen Anton Tjechov                                                                | Georg Årlin         | Malmö stadsteater       |
| 1951 |                          | Den italienska halmhatten Eugène Labiche                                             | Henrik Dyfverman    | Malmö stadsteater       |
| 1952 |                          | Hederligt folk Paul Vincent Carroll                                                  | Mats Johansson      | Malmö stadsteater       |
| 1952 | De gamla                 | Mordet i Barjärna Ingmar Bergman                                                     | Ingmar Bergman      | Malmö stadsteater       |
| 1952 |                          | Greve Öderland Max Frisch                                                            | Lars-Levi Læstadius | Malmö stadsteater       |
| 1952 |                          | Kronbruden August Strindberg                                                         | Ingmar Bergman      | Malmö stadsteater       |
| 1953 |                          | Som ni behagar William Shakespeare                                                   | Lars-Levi Læstadius | Malmö stadsteater       |
| 1953 |                          | Hjälten på den gröna ön John Millington Synge                                        | Mats Johansson      | Malmö stadsteater       |
| 1953 |                          | Måsen Anton Tjechov                                                                  | Lars-Levi Læstadius | Malmö stadsteater       |
| 1953 |                          | Flickan och gudarna Bertolt Brecht och Paul Dessau                                   | Hans Dahlin         | Malmö stadsteater\|     |
| 1953 | Bonde                    | Slottet Max Brod efter en roman av Franz Kafka                                       | Ingmar Bergman      | Malmö stadsteater       |
| 1954 |                          | Smältdegeln Arthur Miller                                                            | Mats Johansson      | Malmö stadsteater       |
| 1954 | Bengtsson                | Spöksonaten August Strindberg                                                        | Ingmar Bergman      | Malmö stadsteater       |
| 1954 |                          | Dårskapens timme Anna Bonacci                                                        | Yngve Nordwall      | Malmö stadsteater       |
| 1954 | Gamle Ekdal              | Vildanden Henrik Ibsen                                                               | Lars-Levi Læstadius | Malmö stadsteater       |
| 1954 |                          | Juno och påfågeln Sean O'Casey                                                       | Mats Johansson      | Malmö stadsteater       |
| 1955 | Francisque               | Don Juan Molière                                                                     | Ingmar Bergman      | Malmö stadsteater       |
| 1955 | Oshira                   | Tehuset Augustimånen John Patrick                                                    | Ingmar Bergman      | Malmö stadsteater       |
| 1955 |                          | Världens ände Sigvard Mårtensson                                                     | Mats Johansson      | Malmö stadsteater       |
| 1955 |                          | Revisorn Nikolaj Gogol                                                               | Lars-Levi Læstadius | Malmö stadsteater       |
| 1956 | Gavrilo                  | Bruden utan hemgift Aleksandr Ostrovskij                                             | Ingmar Bergman      | Malmö stadsteater       |
| 1956 |                          | Kameliadamen Alexandre Dumas d.y.                                                    | Lars-Levi Læstadius | Malmö stadsteater       |
| 1956 |                          | Huckleberry Finns äventyr Gösta Terserus efter Mark Twains roman                     | Mats Johansson      | Malmö stadsteater       |
| 1956 |                          | Fruar på vift Georges Feydeau                                                        | Yngve Nordwall      | Malmö stadsteater       |
| 1956 |                          | Gigi Vicki Baum efter en novell av Colette                                           | Lars-Levi Læstadius | Malmö stadsteater       |
| 1956 |                          | Irene den oskyldiga Ugo Betti                                                        | Mats Johansson      | Malmö stadsteater       |
| 1956 |                          | Snaran Werner Aspenström                                                             | Yngve Nordwall      | Malmö stadsteater       |
| 1956 |                          | Trojanska kriget blir inte av Jean Giraudoux                                         | Lars-Levi Læstadius | Malmö stadsteater       |
| 1956 | Brovakten                | Erik XIV August Strindberg                                                           | Ingmar Bergman      | Malmö stadsteater       |
| 1957 | Gamle Ekdal              | Peer Gynt Henrik Ibsen                                                               | Ingmar Bergman      | Malmö stadsteater       |
| 1957 |                          | Underbara människor William Saroyan                                                  | Yngve Nordwall      | Malmö stadsteater       |
| 1957 |                          | Eurydike Jean Anouilh                                                                | Lars-Levi Læstadius | Malmö stadsteater       |
| 1957 |                          | Missförståndet Albert Camus                                                          | Lars-Levi Læstadius | Malmö stadsteater       |
| 1958 |                          | Månfåglarna Marcel Aymé                                                              | Yngve Nordwall      | Malmö stadsteater       |